# Komparativní demokratický deficit
Demokratický deficit vyjadřuje nedostatek demokratické legitimity vůči nedosažitelnému teoretickému ideálu demokracie. Tato původní metoda tak přichází pouze s negativní kritikou a opomíjí kritiku pozitivní. Komparativní demokratický deficit vyjadřuje, zdali demokracie trpí určitými nedostatky oproti jiné existující a dobře fungující demokracii. Tímto způsobem je tak možné dojít nejen k závěru, že demokracie trpí demokratickým deficitem (nedostatkem), ale i k závěru, že je ve srovnání lepší než jiná existující demokracie. 
Podle toho, kdo tento pojem používá, se jedná buď o nedostatek demokratických práv hlasující osoby nebo jmenovaných reprezentantů nebo jednotlivců (z hlediska zastánců tzv. přímé demokracie).
Díky této metodě se tak dozvídáme, že EU v určitých aspektech evropskou demokracii zlepšuje a v určitých aspektech trpí komparativním demokratickým deficitem.

## Hodnocení úrovně demokracie pomocí komparativní metody

### Demokratický ideál
Většina současných přístupů hodnotí demokratičnost států, popř. jiných organizací ve srovnání s tzv. demokratickým ideálem, který například Robert Dahl považuje za nedosažitelný. Demokratický ideál vyžaduje totiž pro státy nesplnitelné podmínky a demokratickým deficitem (nedostatkem) proto podle této metodiky trpí všechny existující demokracie. 

### Kritéria ideální demokracie:
Čím více se existující demokratický systém (Polyarchie) blíží níže zmíněným kritériím, tím více se blíží nedosažitelnému ideálu demokracie.
1. Rovnost hlasů (rovnost při hlasování a účasti na vládnutí)
2. Skutečná účast (možnost vyjádřit své zájmy a preference a ideálně přímá účast na rozhodování, hlasování)
3. Osvícené chápání (přístup ke všem informacím, vzdělání a možnost veřejné diskuze)
4. Kontrola programu (možnost lidu ovlivnit, o čem se rozhoduje)
5. Zahrnutí (rozhodovat by měli všichni, kteří musí dodržovat závazné předpisy)

### Komparativní metoda
Alternativním přístupem je proto porovnávat dvě existující demokracie pomocí komparativní metody obdobným způsobem jako například Andrew Moravcsik hodnotí demokratický deficit EU. Tímto způsobem porovnáváme demokratičnost jednoho státu s jiným státem, který reprezentuje reálnou existující demokracii. Díky tomu podává komparativní hodnocení demokracie relevantnější a praktičtější výsledky. Na rozdíl od prvního přístupu komparativní metoda neodpovídá na otázku, jestli stát nebo organizace trpí demokratickým deficitem oproti nedosažitelnému ideálu, ale jakého stupně demokracie dosáhla oproti vybrané existující demokracii.

## Komparace demokracie EU a Německa:[3]

### EU je demokratičtější
- Rovnost hlasů je lepší u Evropského parlamentu, kde jsou započítány všechny hlasy. Při volbách do německého Spolkového sněmu platí uzavírací klauzule ve výši 3 %[4]. Hlasy pro politické strany, které získaly méně jak 3 % se proto nezapočítají. Při volbách do Evropského parlamentu v roce 2014 by proto nebylo při existenci uzavírací klauzule započítáno 10,4 % hlasů[5] německých občanů.

- Evropský parlament zahrnuje větší počet obyvatel žijících na území EU a podléhajících platným předpisům. EU poskytuje volební právo i imigrantům z jiných členských států. Oproti volbám do německému parlamentu nejsou proto z hlasování vyloučeni občané jiného členského státu žijící na německém území. Tito obyvatelé musí dodržovat německé a evropské předpisy stejně jako občané Německa, a proto by se podle demokratické teorie měli podílet na rozhodování a účastnit voleb.

### EU je stejně demokratická
- Instituce se stejnou demokratickou legitimitou navrhují v Německu a EU předpisy. Nepřímo volená Spolková rada a nepřímo volená Spolková vláda dohromady navrhly 65 % přijatých předpisů[6] v Německu obdobně jako navrhuje předpisy nepřímo volená Evropská komise v EU.

- V případě řádného legislativního procesu jsou předpisy schváleny institucemi se stejnou demokratickou legitimitou. Přímo volený Evropský parlament a nepřímo volená Evropská rada společně schvalují předpisy na úrovni EU.[7] Přímo volený Spolkový sněm a nepřímo volená Spolková rada společně schvalují předpisy v Německu.[8]

### EU trpí komparativnímdemokratickým deficitem
- Evropská unie, kde jsou zákony navrhovány jen nepřímo volenou Evropskou komisí v 35 % případů trpí komparativním demokratickým deficitem. V Německu navrhl 35 %[6] přijatých zákonů přímo volený Spolkový sněm, zatímco v EU navrhuje zákony pouze nepřímo volená Evropská komise.

- Účast ve volbách do parlamentu Spolkové republiky Německo[9] je vyšší, než při volbách do Evropského parlamentu[10] u občanů Německa o cca 10–20 %.

- V případě nepoužití řádného legislativního procesu trpí Evropská unie komparativním demokratickým deficitem. V Německu může totiž přímo volený Spolkový sněm přehlasovat nepřímo volenou a tedy méně demokraticky legitimní Spolkovou radu. V EU v určitých případech nemá přímo volený Evropský parlament pravomoc podílet se na schvalování předpisů a předpisy jsou tak schvalovány pouze nepřímo volenými zástupci členských států. Příkladem je společná zahraniční politika EU.